# Tridekan
Tridekan är ett mättat kolväte, en alkan, med 13 kolatomer och summaformeln C13H28. Det finns 802 isomerer av tridekan med samma summaformel och enligt IUPAC-nomenklatur betecknar tridekan kolväten med ogrenad kolkedja, det vill säga 13 kolatomer i rad. Tridekan är en brännbar färglös vätska. Inom industrin har de inget specifikt värde förutom att de är komponenter i olika bränslen och lösningsmedel. I forskningslaboratoriet används tridekan också som en destillationsjagare.

## Naturlig förekomst
Nymfer av den södra gröna sköldbaggen, Nezara viridula, producerar tridekan som en dispersions-/aggregeringsferomon, som möjligen fungerar som ett försvar mot predatorer. Det är också huvudkomponenten i den defensiva vätskan som produceras av stinkbaggen Cosmopepla bimaculata.